# La Fuensaviñán
La Fuensaviñán es una localidad española, pedanía de Torremocha del Campo, perteneciente a la provincia de Guadalajara, en la comunidad autónoma de Castilla-La Mancha. Cuenta con una población de 18 habitantes (INE 2022).

## Toponimia
Su nombre proviene de la fuente romana, que actualmente ha sido restaurada, y del campo de Saviñán -según Francisco Layna Serrano, deformación del nombre de San Juan.[cita requerida] De ahí la coincidencia con La Torresaviñán, atalaya de la zona, a pocos kilómetros de esta población.

## Geología
La zona donde se asienta La Fuensaviñán posee unas características muy marcadas de los periodo representados en ella. La historia de la Tierra dejó las huellas del mar Jurásico en sus piedras. Cuando los dinosaurios dominaban la Tierra, esta zona era la orilla del mar de Tetis, con grandes playas de arena donde quedaban varados grandes troncos de los inmensos bosques de coníferas de este período, las huellas de los reptiles que corrían por las mismas y, sobre todo, los grandes y abundantes moluscos como ammonites y belennites.
La orogenia alpina del Terciario elevó todos estos materiales a más de 2000 m de altitud, siendo los procesos erosivos del Cuaternario los que le den el aspecto actual, con relieves suaves ondulados y pequeños valles entre los grandes pliegues rocosos del Sistema Ibérico. En la zona que hoy ocupa La Fuensaviñán existía un gran lago, que hace apenas dos millones de años se secó debido al hundimiento del barranco del río Dulce que provocó que bajase el nivel freático de la zona más de 100 m dejando un lago colgado en altura, que fue poco a poco desapareciendo. Durante las glaciaciones, estos lagos en cordillera fueron lugares frecuentados por las grandes especies de mamíferos documentados por los primeros humanos, como el elefante, el mamut, el rinoceronte lanudo, el oso de las cavernas y el tigre dientes de sable, entre otros.

## Historia
Si durante el periodo de los hombres y mujeres cazadores-recolectores sólo se puede deducir su presencia en esta zona, no es hasta tiempo después cuando las huellas humanas son más tangibles y palpables dejando sus huellas y restos de producción y habitación. La introducción de la agricultura y la ganadería y, posteriormente, de la metalurgia, hace de estas tierras un lugar idóneo para el asentamiento humano, como así sucede. Sobre los suaves altozanos arenosos se han localizado los restos de un gran poblado de la Edad del Bronce, con cabañas de tierra y barro, cerámicas campaniformes y hachas de bronce, que fueron localizadas y estudiadas por el marqués de Cerralbo y están almacenadas en el Museo Arqueológico Nacional.
La Edad del Hierro forzó el cambio de cultura y asentamientos en la zona. De la primera Edad del Hierro se conserva el yacimiento arqueológico de los Castillares. Y en un segundo período se genera la consolidación de las culturas celtibéricas y aparecen castros como los que ocupaban el cerro del Castillo y La Viñuela. De esta época cabe destacar las necrópolis de los Aniversarios en el lado sur y la de los Mercadillos-las Huesas en la zona norte, esta última excavada por el marqués de Cerralbo a principios del siglo XX. 
La romanización de Hispania provocó que el asentamiento del cerro del Castillo se abandonase, quedando el de la Viñuela y el Olmo de la Cigüeña. Durante el Bajo Imperio romano, la población se concentra en una villa romana en la zona más baja, junto a las actuales fuentes romanas. De este periodo destaca la localización de varias estelas funerarias, columnas, esculturas de piedra y bronce, etc.  El territorio bajo su dominio tenía sus límites en dos vías romanas: la de Augusta Emerita a Cesar Augusta en su camino hacia Segontia y la vía que unía las salinas de Saelices con Cifuentes. Durante el siglo V el establecimiento definitivo de los visigodos en la Tarraconense obligó al propietario hispanorromano a aceptar el Pacto de Hospitalitas, en virtud del cual cedía dos tercios de su territorio a un señor visigodo. Este nuevo terrateniente godo estableció su villa en Renales, y a partir de ese momento y hasta la conquista de la península ibérica por el general árabe Tarik, se desconoce la suerte que correría el establecimiento hispanorromano.
En el siglo XI se tienen las primeras referencias escritas de esta zona. La Crónica Silense de Fernando I de León describe el recorrido de este por la zona en busca de algarada y riquezas, y el Cantar de mio Cid narra el paso del Cid durante su destierro. Posiblemente fueran estas incursiones guerreras el origen de la construcción de la torre de Saviñán para proteger el camino real de Toledo a Zaragoza, frecuentemente asaltado y que discurría por el denominado "carril". 
Desde la toma del taifa de Toledo en 1085 hasta la conquista militar definitiva de estas tierras por Alfonso I de Castilla y su consolidación en 1145, todo el valle del Henares fue hostigado durante más de cincuenta años desde esta meseta por grupos armados andalusíes desde Algora y La Torresaviñán, lo que indica la pertinaz resistencia de la zona. Según fray Toribio Minguela en su Historia de la Diócesis de Sigüenza, Bernardo de Agén, conquistador de Sigüenza, habla de los muchos problemas que le causan las tropas andalusíes desde las fortalezas de Algora y Torremocha del Campo.

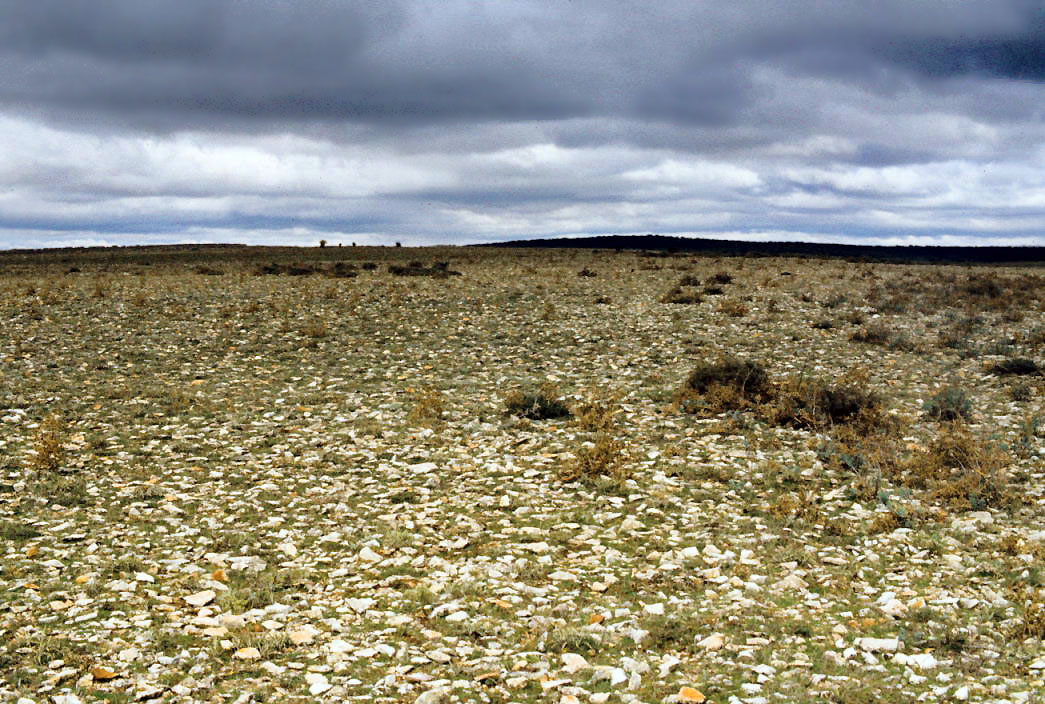
Páramo en los alrededores de la localidad en la década de 1970

Existen evidencias de un poblado andalusí en la zona de los Poyatos con dedicación alfarera y pastoril. El nombre de Laranueva (Alffara Nueva), localidad cercana a La Fuensaviñán podría derivar del nuevo asentamiento tras la conquista y desaparición del de los Poyatos. 
El primer documento escrito que hace referencia directa a la zona es la carta de donación del Campo y de la aldea de Saviñán de los señores molineses a los obispos seguntinos, quienes la mantendrían en su poder hasta el final del feudalismo en el siglo XVIII. Manrique de Lara cede estas tierras en el extremo de su señorío, citando la aldea de Saviñán y el lugar de La Fuente, clara referencia a la Fuensaviñán. Con ello, se confirma la existencia de núcleos de población que perviven durante la Edad Media.
Hacia mediados del siglo XIX, el lugar tenía contabilizada una población de 106 habitantes. La localidad aparece descrita en el octavo volumen del Diccionario geográfico-estadístico-histórico de España y sus posesiones de Ultramar de Pascual Madoz de la siguiente manera:

FUEN SABIÑAN (la): l. con ayunt. en la prov. de Guadalajara (10 leg.), part. jud. y dióc. de Sigüenza (2), aud. terr. de Madrid (20), c. g. de Castilla la Nueva: sit. en un llano en la cúspide de una pequeña cuesta, la combaten libremente los vientos, su clima es frio y las enfermedades mas frecuentes, tercianas: tiene 41 casas, la consistorial; escuela de instruccion primaria frecuentada por 16 alumnos de ambos sexos, á cargo de un maestro sin mas dotacion que las retribuciones de los discípulos; una igl. parr. (la Asuncion de Ntra. Sra.) servida por un cura de provision real y ordinaria; el cementerio se halla fuera de la pobl. contiguo á una ermita con la advocacion de San Juan; inmediata á las casas, hay una fuente que provee al vecindario para beber y demas usos domésticos: confina el térm. N. la Torre Sabiñan; E. Tortonda; S. Laranueva y Navalporto, y O. Torremocha del Campo; dentro de él se encuentran 2 fuentes de buenas aguas: el terreno es arenisco y flojo, comprende un monte poblado de roble y marojo. caminos: los locales en buen estado. correo: se recibe y despacha en Torremocha del Campo, por un propio que manda el ayunt. prod.: trigo, cebada, avena, garbanzos y guijas; se cría ganado lanar, vacuno, de cerda, mular y asnal; caza de conejos y liebres. ind.: la agrícola. comercio: esportacion del sobrante de frutos, é importacion de los art. de consumo que faltan. pobl.: 32 vec., 106 alm. cap. prod.: 763,334 rs. imp.: 45,800. contr.: 2,832. presupuesto municipal: 910, se cubre con los fondos de propios y en caso de déficit por reparto vecinal.
(Madoz, 1847, p. 205)

El municipio de La Fuensaviñán desapareció en 1970 al incorporado junto con los de Navalpotro, Torresaviñán, Laranueva, Renales y Torrecuadrada de los Valles al término municipal de Torremocha del Campo.

## Demografía
| Gráfica de evolución demográfica de La Fuensaviñán entre 1842 y 1960 |
| |
| Población de derecho según los censos de población del INE Población de hecho según los censos de población del INEEntre el censo de 1970 y el anterior, este municipio desaparece porque se integra en el municipio Torremocha del Campo |

## Patrimonio
- Iglesia y sepulcro de Juan Desteras. Lo más destacado de La Fuensaviñán es su iglesia gótica, del siglo XIV. Fue erigida sobre un templo románico anterior por Juan Desteras, prelado nacido en el pueblo que donó a su muerte una fuerte suma de dinero para la obra y para que le fueran rezadas misas. Su sepulcro, tallado en alabastro, permanece en una de las naves laterales de la propia iglesia, donde aparece él mismo tumbado con los brazos cruzados sobre el pecho, tocado con mitra y ropas talares. Los retablos pueden datarse en el siglo XV y están sobredorados y con numerosas pinturas, hoy casi totalmente ennegrecidas por el humo de las velas.
- Fuentes romanas. Conjunto arquitectónico de los siglos III y V. Se compone de dos pequeñas edificaciones en la actualidad bien conservadas y muy próximas, que se encontraban en la parte sur de lugar de habitación tardo-romano.

## Turismo
Por La Fuensaviñán pasa el sendero de gran recorrido GR-10, que cruza la península ibérica de este a oeste.
También pasa cercana al pueblo la Cañada Real Galiana, antigua ruta de los rebaños trashumantes de Castilla.
Además, La Fuensaviñán es el inicio por el sur del tramo 10 de la Ruta de Don Quijote, como zona de obligado paso de Don Quijote en su literario viaje hacia Barcelona. Con tal motivo existe en el pueblo un área recreativa de esta Ruta junto a las fuentes romanas al inicio del camino que conduce en dirección a La Torresaviñán, Torremocha del Campo y Sigüenza, estando el camino perfectamente señalizado mediante balizas y paneles informativos.